# Орон, Яир
Яир Орон (Yair Auron, род. 30 апреля, 1945) — израильский учёный-историк, специалист по истории Катастрофы европейского еврейства, расизма и современного еврейства, профессор и заведующий кафедрой Открытого университета Израиля.

## Образование
Орон учился социологии и истории в университетах Израиля — Тель-Авивском (бакалавр) и Еврейском университете в Иерусалиме (магистр) и Франции — Сорбонне, где защитил степень доктора философии. Является членом ряда международных ассоциаций историков и специалистов по геноциду.

## Работы
Александр Локшин в своей рецензии на книгу Яира Орона «Скорбь познания. Вопросы преподавания Катастрофы и геноцида» пишет, что книга полна «интеллектуальной глубины и достоинства». В книге, в частности, отмечается, что между тем, что произошло с евреями, и тем, что произошло с другими народами, «нет противопоставления», и «фундаментальный принцип… состоит в том, что жизнь всех людей равноценна».
В 2000 г. за работу «Банальность безразличия» Орон был номинирован на канадскую премию «Лионал Гелбер».

## Книги
- Jewish-Israeli Identity , Sifriat Poalim (with Kibutzim College of Education), Tel-Aviv, 1993, 204 pp. (Hebrew).
- We are all German Jews: Jewish Radicals in France During the Sixties and Seventies , Am Oved (with Tel-Aviv University and Ben-Gurion University), Tel-Aviv, 1999, 288 pp. (Hebrew, translation of the French edition, with revisions).
- Auron Y. The Banality of Denial: Israel and the Armenian Genocide. — Transaction Publishers[англ.], 2004. — 338 p. — ISBN 076580834X, ISBN 9780765808349.
- Karagueuzian H. S., Auron Y. A perfect injustice: genocide and theft of Armenian wealth. — Transaction Publishers[англ.], 2009. — 160 p. — ISBN 1412810019, ISBN 9781412810012.